# John Dominis
John Dominis (27. června 1921, Los Angeles – 30. prosince 2013, Manhattan) byl americký dokumentární fotograf, válečný fotograf a fotoreportér, otec tří dětí.

## Životopis
Dominis se narodil v roce 1921 v Los Angeles. Vystudoval kinematografii u na Univerzitě Jižní Kalifornie. V roce 1943 narukoval do armádních vzdušných sil USA. Po válce pracoval jako fotograf na volné noze na několika publikacích, například pro časopis Life. V roce 1950 odešel do Koreje jako válečný fotograf v korejské válce. Později působil v jihovýchodní Asii, v Americe, Africe a Evropě, pořídil celou řadu dokumentárních fotografií, včetně projevu prezidenta Johna F. Kennedyho v Západním Berlíně roku 1963. Dominis se jako fotograf zúčastnil šesti olympijských her. Jeden z jeho nejznámějších snímků byl pořízen během letních olympijských her v roce 1968, kdy Dominis zachytil sprintera Tommieho Smitha a Johna Carlose během pozdravu Black Power. V době, kdy byla hrána státní hymna USA a oba stáli na stupních vítězů, zdvihli zaťatou pěst s černou rukavicí na ruce a sklonili hlavu na znak utlačování černochů v USA. Oba za to byli posléze i vyloučeni z amerického týmu a opustili olympijskou vesnici.
Dominis pracoval pro časopis Life během války ve Vietnamu a později také pracoval ve Woodstocku. V 70. letech pracoval pro časopis People. V letech 1978 až 1982 působil jako redaktor časopisu Sports Illustrated. Často zobrazoval hvězdy jako Steve McQueen nebo Frank Sinatra a tyto série fotografií byly později publikovány jako ilustrované knihy. Spolu s Giulianem Bugiallim vydal několik knih o italské kuchyni, přičemž Dominis byl zodpovědný za fotografování jídla.
V knize Johna Loengarda LIFE Photographers: What They Saw, Dominis informoval o inscenaci fotografie Leopard, který se chystá zabít paviána. Snímek byl pořízen v roce 1966 v Botswaně, když lovec přinesl zajatého leoparda ke skupině paviánů. Většina uprchla okamžitě, ale jeden leopardovi čelil a byl následně zabit. Poté, co byla inscenovaná fotografie zveřejněna, byl Dominis těžce kritizována a omluvil se za to. Zmínil, že v 60. letech bylo inscenování snímků velmi populární, tak dnes by tuto metodu nepoužíval.
Dominis zemřel 30. prosince 2013 v New Yorku na komplikace po infarktu. Bylo mu 92 let.

## Vybraná díla
- Maitland Armstrong Edey, John Dominis: The cats of Africa. Time-life Books, 1968, 1. edition, ASIN: B00005VJIN
- Giuliano Bugialli, John Dominis: Giuliano Bugialli's Foods of Italy. Stewart Tabori & Chang, 1984, 1. edition, ISBN 978-094143-452-2
- Giuliano Bugialli, John Dominis: Foods of Sicily and Sardinia and the Smaller Islands. Rizzoli, 2002, ISBN 978-084782-502-8
- Richard B. Stolley, John Dominis: Sinatra: An Intimate Portrait of a Very Good Year. Stewart, Tabori and Chang, 2002, ISBN 978-158479-246-8
- John Dominis: Steve McQueen. Munich, Schirmer Mosel, 2009, 1. edition, ISBN 978-382960-412-3